# Tour du docteur
La tour du docteur (en serbe cyrillique : Докторова кула ; en serbe latin : Doktorova kula) est située à Belgrade, la capitale de la Serbie, dans la municipalité urbaine de Savski venac. Construite en 1824, elle est inscrite sur la liste des monuments culturels de grande importance de la république de Serbie et sur la liste des biens culturels de la ville de Belgrade.

## Présentation
La tour du docteur, située au n° 103 de la rue Kneza Miloša, a été construite en 1824 pour le Dr. Vito Romita, un Italien fut l'un des premiers docteurs en médecine de la principauté de Serbie devenue autonome. Bien que conçu à des fins résidentielles, l'édifice, par sa forme géométrique, par sa façade en pierres et en raison de ses fenêtres relatives étroites, fut populairement surnommé la tour du docteur,.
La tour du docteur a été construite en pierres et en briques selon un plan rectangulaire ; elle possède un sous-sol, un rez-de-chaussée et un premier étage. Le plan intérieur est symétrique et s'articule autour d'un vestibule s'étendant du rez-de-chaussée au premier étage. Les murs intérieurs sont en bois avec des remplissages de briques et d'adobes, tandis que les plafonds sont en bois couvert de plâtre. Les fenêtres, en bois massif, se caractérisent à l'extérieur par un arc pointu rappelant l'architecture orientale ; l'influence occidentale se fait sentir dans la dimension et la hauteur des pièces,.
L'intérêt de l'édifice consiste dans le fait qu'il mêle les caractéristiques d'une tour, d'une auberge et d'un palais ; elle constitue une des premières maisons de ce type construites en Serbie après le second soulèvement serbe contre les Ottomans,.
La tour est devenue un établissement hospitalier en 1861 et elle accueille aujourd'hui une clinique psychiatrique,.